# ギャリー・モンク
ギャリー・アラン・モンク（Garry Alan Monk, 1979年3月6日- ）は、イングランド出身の元サッカー選手、指導者。17歳以下イングランド代表経験を持つディフェンダー（センターバック）。

## 経歴
ベッドフォードの出身。トーキー・ユナイテッドのトレイニーとしてキャリアが始まり、1997年にサウサンプトンでプロ契約を結んだ。幾度かのローン移籍とバーンズリーでの1シーズンを経て、2004年6月に当時フットボールリーグ2（4部相当）に所属していたスウォンジー・シティへ移籍。移籍後の8年でモンクは主将を務め、クラブはプレミアリーグへ昇格した。
2014年2月にミカエル・ラウドルップが監督を解任されると、モンクは選手兼任で暫定監督に指名された。監督としてのデビュー戦は同年2月8日、カーディフ・シティとのサウスウェールズダービーで、スウォンジーはこの試合を3対0で勝利している。2014年5月7日、翌シーズンから暫定監督から正式な監督としてチームを率いることと、3年間の契約を結んだことが発表された。
2016年6月、リーズ・ユナイテッドの監督に就任した。

## 監督成績
2020年11月9日現在
| クラブ                       | 就任         | 退任           | 記録 | 記録 | 記録 | 記録 | 記録   |
| クラブ                       | 就任         | 退任           | 試合 | 勝ち | 分け | 負け | 勝率 % |
| ---------------------------- | ------------ | -------------- | ---- | ---- | ---- | ---- | ------ |
| スウォンジー・シティ         | 2014年2月4日 | 2015年12月9日  | 77   | 28   | 17   | 32   | 036.4  |
| リーズ・ユナイテッド         | 2016年6月2日 | 2017年5月25日  | 53   | 25   | 11   | 17   | 047.2  |
| ミドルズブラ                 | 2017年6月9日 | 2017年12月23日 | 26   | 12   | 5    | 9    | 046.2  |
| バーミンガム・シティ         | 2018年3月4日 | 2019年6月18日  | 59   | 19   | 20   | 20   | 032.2  |
| シェフィールド・ウェンズデイ | 2019年9月6日 | 2020年11月9日  | 58   | 18   | 15   | 25   | 031.0  |
| 合計                         | 合計         | 合計           | 273  | 102  | 68   | 103  | 037.4  |

## タイトル

### 個人
- プレミアリーグ月間最優秀監督：2014年8月